# Copa Intercontinental 1968
La Copa Intercontinental 1968 fue la novena edición del torneo que enfrentaba al campeón de la Copa Libertadores de América y el campeón de la Copa de Campeones de Europa. Se disputó a partidos de ida y vuelta.
Se enfrentaron Estudiantes de La Plata, campeón de la Copa Libertadores 1968; y Manchester United de Inglaterra, campeón de la Copa de Campeones de Europa 1967-68. Los partidos se disputaron el 25 de septiembre y 16 de octubre en Buenos Aires (ida) y Mánchester (vuelta), respectivamente. Tras la victoria por 1:0 en el partido de ida jugado en «La Bombonera», los contendientes empatan por 1:1 en Old Trafford, ganando Estudiantes por un global 2:1.
Con este campeonato, Estudiantes se convirtió en el primer club argentino en ganar esta copa en condición de visitante. Además, se convirtió en el primer club de fútbol a nivel mundial en participar en tres ediciones consecutivas de la Copa Intercontinental.

## Clubes clasificados
| UEFA (Europa)         |  | Manchester United |  | Campeón de la Copa de Campeones de Europa (1967-68) |
| Conmebol (Sudamérica) |  | Estudiantes       |  | Campeón de la Copa Libertadores de América (1968)   |

## Sedes
| Buenos Aires                   | Mánchester                     |
| ------------------------------ | ------------------------------ |
| Estadio La Bombonera           | Old Trafford                   |
| Capacidad: 54 000 espectadores | Capacidad: 80 000 espectadores |
|                                |                                |

## Resultados

### Partido de ida
| 25 de septiembre de 1968 | Estudiantes    | 1:0 (1:0) | Manchester United | Estadio La Bombonera, Buenos Aires                               |                                                                  |
|                          | Conigliaro 27' |           |                   | Asistencia: 65 134 espectadores Árbitro(s): Hugo Sosa (Paraguay) | Asistencia: 65 134 espectadores Árbitro(s): Hugo Sosa (Paraguay) |

#### Detalles
| 1          | POR        | Alberto Poletti      |  |
| 2          | DEF        | Oscar Malbernat      |  |
| 5          | DEF        | Ramón Aguirre Suárez |  |
| 4          | DEF        | Raúl Madero          |  |
| 3          | DEF        | José Medina          |  |
| 7          | MED        | Carlos Bilardo       |  |
| 6          | MED        | Carlos Pachamé       |  |
| 8          | MED        | Néstor Togneri       |  |
| 10         | DEL        | Marcos Conigliaro    |  |
| 9          | DEL        | Juan Echecopar       |  |
| 11         | DEL        | Juan Ramón Verón     |  |
| Entrenador | Entrenador | Osvaldo Zubeldía     |  |

| 1          | POR        | Alex Stepney   |  |
| 2          | DEF        | Shay Brennan   |  |
| 5          | DEF        | Bill Foulkes   |  |
| 4          | DEF        | Tony Dunne     |  |
| 3          | DEF        | David Sadler   |  |
| 6          | MED        | Pat Crerand    |  |
| 8          | MED        | Nobby Stiles   |  |
| 10         | MED        | Brian Kidd     |  |
| 7          | DEL        | George Best    |  |
| 9          | DEL        | Bobby Charlton |  |
| 11         | DEL        | John Aston     |  |
| Entrenador | Entrenador | Matt Busby     |  |

|  | 27' | Marcos Conigliaro | 1-0 |

|  |

| Expulsado | 79' | Nobby Stiles |

| Árbitro | Hugo Sosa |

| 1          | POR        | Alberto Poletti      |  |
| 2          | DEF        | Oscar Malbernat      |  |
| 5          | DEF        | Ramón Aguirre Suárez |  |
| 4          | DEF        | Raúl Madero          |  |
| 3          | DEF        | José Medina          |  |
| 7          | MED        | Carlos Bilardo       |  |
| 6          | MED        | Carlos Pachamé       |  |
| 8          | MED        | Néstor Togneri       |  |
| 10         | DEL        | Marcos Conigliaro    |  |
| 9          | DEL        | Juan Echecopar       |  |
| 11         | DEL        | Juan Ramón Verón     |  |
| Entrenador | Entrenador | Osvaldo Zubeldía     |  |

| 1          | POR        | Alex Stepney   |  |
| 2          | DEF        | Shay Brennan   |  |
| 5          | DEF        | Bill Foulkes   |  |
| 4          | DEF        | Tony Dunne     |  |
| 3          | DEF        | David Sadler   |  |
| 6          | MED        | Pat Crerand    |  |
| 8          | MED        | Nobby Stiles   |  |
| 10         | MED        | Brian Kidd     |  |
| 7          | DEL        | George Best    |  |
| 9          | DEL        | Bobby Charlton |  |
| 11         | DEL        | John Aston     |  |
| Entrenador | Entrenador | Matt Busby     |  |

|  | 27' | Marcos Conigliaro | 1-0 |

|  |

| Expulsado | 79' | Nobby Stiles |

| Árbitro | Hugo Sosa |

### Partido de vuelta
| 16 de octubre de 1968 | Manchester United | 1:1 (0:1) (Global 1:2) | Estudiantes | Old Trafford, Mánchester                                                    |                                                                             |
|                       | Morgan 90'        |                        | Verón 7'    | Asistencia: 63.428 espectadores Árbitro(s): Konstantin Zecevic (Yugoslavia) | Asistencia: 63.428 espectadores Árbitro(s): Konstantin Zecevic (Yugoslavia) |

#### Detalles
| 1          | POR        | Alex Stepney   |  |
| 2          | DEF        | Tony Dunne     |  |
| 3          | DEF        | Bill Foulkes   |  |
| 4          | DEF        | Nobby Stiles   |  |
| 5          | DEF        | Francis Burns  |  |
| 6          | MED        | Pat Crerand    |  |
| 7          | MED        | David Sadler   |  |
| 8          | MED        | Bobby Charlton |  |
| 9          | DEL        | Willie Morgan  |  |
| 10         | DEL        | Denis Law      |  |
| 11         | DEL        | George Best    |  |
| Entrenador | Entrenador | Matt Busby     |  |

| 1          | POR        | Alberto Poletti      |  |
| 2          | DEF        | Oscar Malbernat      |  |
| 5          | DEF        | Ramón Aguirre Suárez |  |
| 4          | DEF        | Raúl Madero          |  |
| 3          | DEF        | José Medina          |  |
| 6          | MED        | Carlos Bilardo       |  |
| 8          | MED        | Carlos Pachamé       |  |
| 10         | MED        | Néstor Togneri       |  |
| 7          | DEL        | Felipe Ribaudo       |  |
| 9          | DEL        | Marcos Conigliaro    |  |
| 11         | DEL        | Juan Ramón Verón     |  |
| Entrenador | Entrenador | Osvaldo Zubeldía     |  |

|  | 90' | Willie Morgan | 1-1 |

|  | 7' | Juan Ramón Verón | 1-0 |

| Expulsado | 89' | George Best |

| Expulsado | 89' | José Medina |

| Árbitro | Konstantin Zecevic |

| 1          | POR        | Alex Stepney   |  |
| 2          | DEF        | Tony Dunne     |  |
| 3          | DEF        | Bill Foulkes   |  |
| 4          | DEF        | Nobby Stiles   |  |
| 5          | DEF        | Francis Burns  |  |
| 6          | MED        | Pat Crerand    |  |
| 7          | MED        | David Sadler   |  |
| 8          | MED        | Bobby Charlton |  |
| 9          | DEL        | Willie Morgan  |  |
| 10         | DEL        | Denis Law      |  |
| 11         | DEL        | George Best    |  |
| Entrenador | Entrenador | Matt Busby     |  |

| 1          | POR        | Alberto Poletti      |  |
| 2          | DEF        | Oscar Malbernat      |  |
| 5          | DEF        | Ramón Aguirre Suárez |  |
| 4          | DEF        | Raúl Madero          |  |
| 3          | DEF        | José Medina          |  |
| 6          | MED        | Carlos Bilardo       |  |
| 8          | MED        | Carlos Pachamé       |  |
| 10         | MED        | Néstor Togneri       |  |
| 7          | DEL        | Felipe Ribaudo       |  |
| 9          | DEL        | Marcos Conigliaro    |  |
| 11         | DEL        | Juan Ramón Verón     |  |
| Entrenador | Entrenador | Osvaldo Zubeldía     |  |

|  | 90' | Willie Morgan | 1-1 |

|  | 7' | Juan Ramón Verón | 1-0 |

| Expulsado | 89' | George Best |

| Expulsado | 89' | José Medina |

| Árbitro | Konstantin Zecevic |

|                      |
| Bandera de Argentina |
| Campeón Estudiantes  |
| 1.er título          |

## Galería fotográfica
| Partido de ida                    | Partido de ida            | Partido de ida                            | Partido de ida                          |
| --------------------------------- | ------------------------- | ----------------------------------------- | --------------------------------------- |
|                                   |                           |                                           |                                         |
| Oscar Malbernat y Bobby Charlton. | Gol de Marcos Conigliaro. | Otro ángulo del gol de Marcos Conigliaro. | Ataque de Ramón Alberto Aguirre Suárez. |

| Partido de vuelta          | Partido de vuelta        | Partido de vuelta                         | Partido de vuelta              |
| -------------------------- | ------------------------ | ----------------------------------------- | ------------------------------ |
|                            |                          |                                           |                                |
| Alineación de Estudiantes. | Gol de Juan Ramón Verón. | Otro ángulo del gol de Marcos Conigliaro. | Estudiantes festeja el título. |

| Festejos                    | Festejos                            | Festejos                                          | Festejos                                                                       |
| --------------------------- | ----------------------------------- | ------------------------------------------------- | ------------------------------------------------------------------------------ |
|                             |                                     |                                                   |                                                                                |
| Recibimiento a Estudiantes. | Plantel de Estudiantes con la copa. | Juan Ramón Verón y Marcos Conigliaro con la copa. | El Presidente Mangano junto a Osvaldo Zubeldía, Oscar Malbernat y Raúl Madero. |